# Kożuszki-Kolonia
Kożuszki-Kolonia – wieś w Polsce położona w województwie mazowieckim, w powiecie sochaczewskim, w gminie Sochaczew.
W latach 1975–1998 miejscowość administracyjnie należała do województwa skierniewickiego.